# 鹿児島市立清水小学校
鹿児島市立清水小学校（かごしましりつしみずしょうがっこう）は、鹿児島県鹿児島市清水町にある市立小学校。

## 概要
1912年（明治45年）に鹿児島市立清水尋常小学校として開校し、1945年（昭和20年）の鹿児島大空襲では全校舎が焼失し、翌年にはバラック校舎として復旧された。1970年には吉野町の竜ヶ水駅付近にあった龍水小学校を統合している。
また、清水小学校の校歌は1929年（昭和4年）に制定されたものであり、作曲は山田耕筰、作詞は第七高等学校造士館教授であった佐々木信香によるものである。

## 沿革
出典
- 1912年（明治45年）4月2日 - 鹿児島市立清水尋常小学校として創立。
- 1913年（大正2年） 2月11日 - 校旗及び徽章の制定。
- 1917年（大正6年）7月29日 - 第1回錦江湾横断遠泳が実施される。
- 1921年（大正10年）11月20日 - 創立10周年記念祝賀大運動会開催。
- 1929年（昭和4年）4月23日 - 校歌制定。
- 1930年（昭和5年）6月 - 旧敷地に隣接し東側に校地拡張。
- 1939年（昭和14年）6月3日 - 高等科併置が認可され清水尋常高等小学校と校名変更。
- 1940年（昭和15年）6月1日 - 国旗掲揚台竣工式及び掲揚始式挙行。
- 1941年（昭和16年）
  - 4月1日 - 国民学校令により清水国民学校と改称。
  - 11月16日 - 創立30周年記念式典挙行。
- 1945年（昭和20年）7月30日 - 戦災により全校舎焼失。
- 1946年（昭和21年）6月 - バラック建17教室完成。
- 1947年（昭和22年）4月1日 - 文部省令により鹿児島市立清水小学校に改称。
- 1948年（昭和23年）5月27日 - 運動場西側稲荷河畔沿いに本建築2階建4教室新築（第1期工事）。
- 1950年（昭和25年）3月7日 - 第1期工事に隣接し、6教室増築（第2期工事）。
- 1951年（昭和26年）6月28日 - 校舎西側に2階建6教室・養護室・職員室・校長室・事務室の本館新築（第3期工事）。
- 1952年（昭和27年）
  - 5月23日 - 校舎北側に2階建6教室・渡り廊下・玄関竣工（第4期工事）。
  - 6月10日 - 上記校舎に接続し、普通教室2・便丁室・宿直室・西側便所完成（第5期工事）。
  - 10月20日 - 北側校舎に接続し、中央土間・ベランダ付6教室・本館前便所・正門完成（第6期工事）。
  - 10月26日 - 創立40周年記念式典挙行。
- 1953年（昭和28年）4月13日 - 北側校舎に接続し、2階建4教室増築（第7期工事）。
- 1954年（昭和29年）
  - 5月25日 - 東側に木造平屋建2教室・体育倉庫新築（第8期工事）。
  - 11月3日 - 校舎落成記念式典挙行。
- 1956年（昭和31年）5月2日 - 木造平屋建2教室増築（第9期工事）。
- 1957年（昭和32年）7月31日 - 東校舎2階建4教室増築（第10期工事）。
- 1958年（昭和33年）4月30日 - 校庭拡張。
- 1962年（昭和37年）11月3日 - 創立50周年記念式典挙行。
- 1963年（昭和38年）6月4日 - 講堂完成。
- 1969年（昭和44年）12月3日 - 北校舎東側8教室を焼失。
- 1970年（昭和45年）
  - 4月1日 - 龍水小学校廃校により同地区海岸地区(花倉～平松)を統合。
  - 8月5日 - 校舎焼失場所に、鉄筋3階建8教室新築。
- 1971年（昭和46年）12月16日 - 鉄筋校舎に接続して、4教室と水洗便所増築。
- 1972年（昭和47年）
  - 3月16日 - 南校舎東側6教室の解体工事終了。
  - 11月4日 - 創立60周年記念行事（祝賀パレード・慰霊祭・記念式・祝賀会）挙行。
- 1973年（昭和48年）3月5日 - 東・北側ブロック塀・フェンス工事完了。
- 1975年（昭和50年）3月20日 - 講堂内放送設備を新設し、理科準備室設置。
- 1976年（昭和51年）3月10日 - 全教室にカラーテレビ設置。
- 1978年（昭和53年）
  - 2月27日 - 南側フェンス工事完成。
  - 4月1日 - 標準服制定。
- 1979年（昭和54年）4月6日 - 仲良し学級開設。
- 1980年（昭和55年）
  - 3月31日 - 新校舎落成。
  - 6月14日 - PTA主催による新校舎落成祝賀行事開催。
  - 7月29日 - 校門新設工事完成。
  - 8月19日 - 視聴覚室に、アナライザー設置。
  - 10月15日 - 体育倉庫竣工。
- 1981年（昭和56年）
  - 2月2日 - 学級園フェンス取付完了。
  - 3月23日 - 渡り廊下・造形砂場工事完了。
  - 4月17日 - ソニー理科教育賞受賞記念の半円形日時計設置。
  - 10月22日 - 新校舎（鉄筋4階建特別教室）着工。
- 1982年（昭和57年）
  - 6月14日 - 新校舎（鉄筋4階建特別教室）竣工。
  - 7月27日 - 錦江湾横断遠泳復活（以後、平成5年を除き、毎年開催）。
  - 11月20日 - 創立70周年記念式典挙行。
  - 12月20日 - 体育施設完成。
- 1983年（昭和58年）
  - 2月22日 - 創立70周年記念造園築山完成。
  - 11月28日 - 給食室竣工。
- 1985年（昭和60年）8月1日 - 郷土室設置。
- 1986年（昭和61年）
  - 5月14日 - プール上屋着工。
  - 5月26日 - 講堂解体工事。
  - 6月12日 - プール上屋完成。
- 1987年（昭和62年）
  - 3月9日 - 校内テレビ放送開始。
  - 3月16日 - 屋内運動場竣工。
  - 3月25日 - 温室・観察池・砂場完成。
- 1988年（昭和63年）2月20日 - 校区公民館竣工。
- 1989年（平成元年）
  - 2月2日 - 防球ネット完成。
  - 3月25日 - 校庭排水工事完了。
- 1992年（平成4年）
  - 9月12日 - 学校週5日制実施。
  - 11月21日 - 創立80周年記念式典挙行。校旗を新調し、管理棟屋上に看板を設置。
- 1993年（平成5年）
  - 3月7日 - タイムカプセル収納庫設置。
  - 7月27日 - 錦江湾横断遠泳中止（台風5号、8・6水害のため）。
  - 8月6日 - 集中豪雨により稲荷川が氾濫。校内150cm浸水。全棟1階・屋内運動場全面改装。
- 1994年（平成6年）3月17日 - 被災校舎全面復旧。
- 1995年（平成7年）
  - 3月28日 - 飼育舎完成。
  - 11月14日 - 校長室と音楽室にクーラー設置。
- 1996年（平成8年）
  - 3月1日 - プール全面塗装完了し、上屋を再設置。
  - 9月11日 - 堆肥舎完成。
  - 12月 - 同月から1997年3月まで、裏庭塀の改築工事（稲荷川増水時の配水管設置のため）実施。
- 1997年（平成9年）2月25日 - 稲荷川の魚観察用ステージ設置。
- 1998年（平成10年）
  - 2月13日 - B・C棟の3階渡り廊下の屋根工事完成。
  - 3月6日 - 農具舎を楽焼窯横に設置。
  - 8月1日 - 飼育舎の移転工事完了。
  - 11月30日 - 理科室と職員室5教室にクーラー設置。
- 1999年（平成11年）
  - 3月19日 - 校舎増築本体工事（鉄筋4階建便所）竣工。
  - 3月31日 - C棟に卒業記念の時計5台設置。
- 2000年（平成12年）
  - 2月1日 -ブランコなど設置。
  - 2月10日 - 体育館横フェンス工事完了。
  - 12月16日 - パソコンの入れ替え工事完了（21台）。
- 2001年（平成13年）7月21日 - B棟校舎大改造工事開始。
- 2002年（平成14年）
  - 1月28日 - プール飛び込み台撤去。
  - 3月13日 - B棟校舎大改造工事完了。
  - 4月1日 - ひまわり学級開設。
  - 10月13日 - 校内LAN工事（光ファイバ－通信）完了。
  - 11月24日 - 創立90周年記念式典挙行。
- 2003年（平成15年）
  - 1月25日 - 体育館屋根の工事。
  - 2月11日 - 給食室前渡り廊下設置。
  - 5月28日 - プール再度テント（2張）完成。
  - 8月28日 - A棟2・3階廊下壁面塗装完了。
  - 10月3日 - 校庭トイレ完成。
- 2004年（平成16年）9月6日 - 校庭整地工事完了。
- 2006年（平成18年）
  - 3月13日 - 運動場南側水飲み場全面改修。
  - 3月20日 - 児童クラブが、春日保育園敷地内から本校C棟1階へ移転。
  - 4月1日 - すみれ学級解開設。
- 2007年（平成19年）1月31日 - A棟外壁補修工事完了。
- 2009年（平成21年）3月23日 - 校庭タイル貼り舗装工事完了。
- 2010年（平成22年）1月26日 - C棟外壁補修工事完了。
- 2011年（平成23年）
  - 4月30日 - 屋外プール目隠しシート取り付け。
  - 6月8日 - 普通教室冷房設備工事完了。
- 2012年（平成24年）
  - 2月3日 - 体育館外壁補修工事完了。
  - 5月16日 - 創立100周年記念「航空写真撮影」実施。
  - 7月24日 - 創立100周年記念第58回（復活31回） 錦江湾横断遠泳開催。
  - 11月18日 - 創立100周年記念式典挙行し、記念学習発表会・講演会開催。
- 2013年（平成25年）
  - 2月24日 - 創立100周年記念「校庭百周リレーマラソン大会」開催。
  - 3月21日 - 創立100周年記念事業として、「ビオトープ」と「井戸」を設置。
  - 9月 - B棟外壁補修工事完了。
- 2014年（平成26年）9月10日 - 体育館トイレ改修工事完了。
- 2015年（平成27年）3月9日 - プールトイレ改修工事完了。
- 2016年（平成28年）5月19日 - 農園（校庭・体育館裏）整備。
- 2017年（平成29年）
  - 1月13日 - パソコン室に、タブレットパソコン導入。
  - 2月28日 - 各教室に、タブレットパソコン導入。
- 2018年（平成30年）
  - 7月 -第3児童クラブ開設。
  - 8月8日 - C棟前敷地舗装・砂場移設・塵倉庫移設。
  - 11月30日 - A棟トイレ改修工事完了。
- 2019年（平成31年）3月26日 - ホームページリニューアル。

## 錦江湾横断遠泳
1917年（大正6年）に錦江湾横断遠泳第1回が開催された。途中中断するも、1982年（昭和57年）に再開され、現在でも行われている夏の行事である。2008年（平成20年）には、錦江湾横断遠泳を題材にした映画『チェスト!』が公開された。

## 通学区域
清水小学校の通学区域には以下の町丁の区域が指定されている。
- 清水町の全域
- 祇園之洲町の全域
- 池之上町の全域
- 皷川町の全域
- 稲荷町の全域
- 春日町の全域

- 柳町の全域
- 浜町の1番を除く全域
- 吉野町のうち磯、花倉、三船、竜ヶ水、平松地区（旧龍水小学校区域）
- 坂元町の一部
- 東坂元二丁目、三丁目、四丁目の各一部

## 学校周辺
- 清水校区公民館 - 同一敷地内
- 鹿児島市中央消防署上町分遣隊
- 稲荷川
- 春日町公民館 - 稲荷川を挟んで、敷地が隣接。
- 鹿児島市立春日保育園 - 稲荷川を挟んで、敷地が隣接。

## 著名な出身者
- 棈松源一 - モンゴル語学・モンゴル文化学者。大阪外国語大学名誉教授。　※鹿児島市立名山小学校より転入